# 모하맛 하산

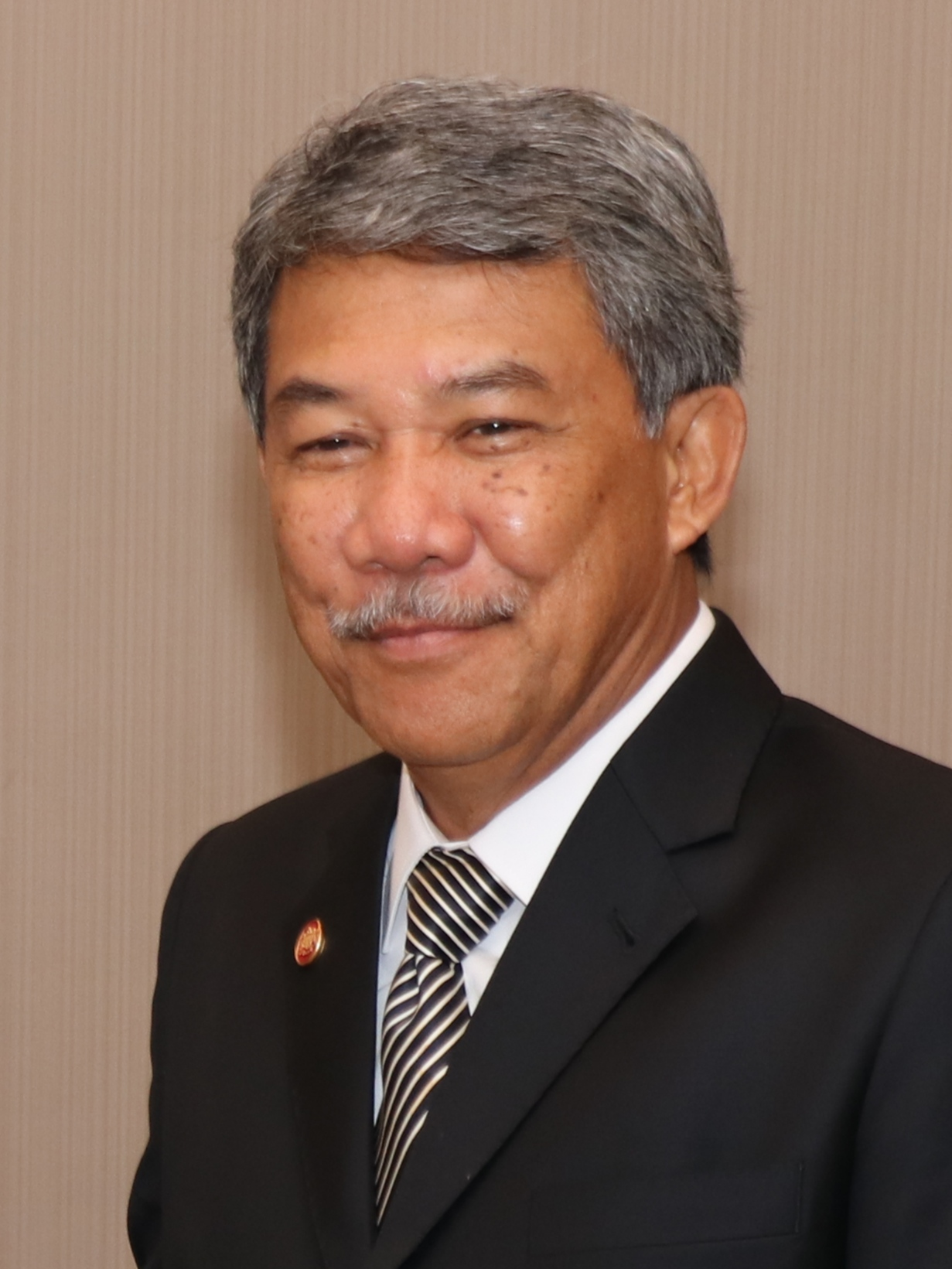

다토 스리 우타마 하지 모하맛 빈 하산(말레이어: Dato' Seri Utama Haji Mohamad bin Hasan, 1956년 5월 2일 ~ )은 말레이시아의 정치인으로, 2018년 이래 통일말레이국민조직(UMNO)의 부대표이다. 그는 2018년 12월 18일부터 2019년 6월 30일까지 휴가 중이던 아맛 자힛 하미디 대표를 대신해 잠시 대표직을 대행하기도 했다.
2004년 이래 느그리슴빌란주의회 의원으로 선거구는 란타우이며, 2018년 이래 주의회의 야권 대표를 역임하고 있다. 2004년 3월 25일부터 2018년 5월 10일까지 느그리슴빌란주수상을 지냈다.